# Locomotiva Thomas și prietenii săi - Ziua Locomotivelor Diesel
Locomotiva Thomas și prietenii săi este o serie de televiziune bazată pe Seria Căilor Ferate scrisă de Wilbert Awdry, în care ne este prezentată viața unui grup de locomotive și vehicule cu trăsături umane, ce trăiesc pe Insula Sodor.
Acest articol se referă la al cincilea episod-film al serialului, Ziua Locomotivelor Diesel (titlu original: Day of The Diesels). A fost produs în anul 2011 de HIT Entertainment, este precedat de Sezonul 14, și urmat de Sezonul 15. În SUA aceasta este a doua producție "Thomas" care a apărut pe Blu-ray, în restul lumii ea a fost lansată pe DVD sau VCD.

## Difizare, distribuție și dublaj în România
Acest episod-film a fost difuzat în premieră pe postul TV MiniMax pe data de 25.02.2012. În viitorul apropiat va fi difuzat și pe postul TV JimJam.